# BMW M8 GTE
Chronologie des modèles
BMW M6 GTLM BMW M4 GT3
La BMW M8 GTE est une voiture de course développée par BMW pour courir dans les catégories LM GTE de l'Automobile Club de l'Ouest et GTLM de l'International Motor Sports Association. Elle a été dévoilée au Salon de Francfort le 12 septembre 2017,.
L'engagement est assuré par le Rahal Letterman Lanigan Racing en IMSA et par le Team MTEK (en) en Championnat du monde d'endurance FIA.
La M8 GTE décroche sa première victoire lors de la manche GT Challenge en août 2018 sur le Virginia International Raceway.

## Développement
Contrairement au concept original de la BMW M6 GT3 utilisée dans la catégorie GT3 pour le sport client, la BMW M8 GTE est une voiture de course destinée à un usage professionnel. Cela signifie que la voiture de course est plus complexe en termes d’ajustements aérodynamiques et de châssis, car les ingénieurs de course d’usine et les pilotes de course ont les options et les compétences appropriées pour régler la voiture aux conditions respectives.

## Technologie du véhicule

### Châssis
Les quatre roues sont suspendues individuellement et sont guidées par des doubles triangles, les amortisseurs sont réglables dans quatre directions et les barre antiroulis ont un réglage rapide. Les pneus Michelin de taille 30/68 R18 sur l’essieu avant et 31/71 R18 sur l’essieu arrière reposent sur des jantes optimisées sur le plan aérodynamique mesurant 318 × 457 mm (12,5 × 18 pouces) à l’avant et 330 × 457 mm arrière.

### Carrosserie
La voiture a une carrosserie autoportante de construction mixte avec noyau en carbone et arceau de sécurité certifié par la fédération allemande du sport automobile. La carrosserie extérieure est en polymère renforcé de fibres de carbone avec un concept de changement rapide.
Moteur 
La M8 GTE est propulsée par une variante du moteur S63 de BMW (moteur essence V8 de 4 litres de cylindrée avec turbocompresseur à double volute). Selon les estimations, la puissance devrait être «supérieure à 500 ch». Le couple est transmis à une boîte de vitesses séquentielle à six rapports via un embrayage en fibre de carbone et transmis aux roues arrière via un arbre à cardan en PRFC. Le différentiel de l’essieu arrière est verrouillable.

#### Données techniques du moteur
- Alésage : 89 mm
- Course : 80 mm
- Cylindrée : 3 981 cm3
- Espacement des cylindres : 98 mm
- Angle de banc : 90°
- Vitesse de roulement : 7 000 tr/min

### Transmission
La puissance du moteur est transmise aux roues arrière via un embrayage Sachs renforcé en fibre de carbone et une boîte de vitesses séquentielle à six rapports avec palettes au volant, un arbre à cardan en PRFC et une boîte de vitesses à essieu arrière à verrouillage mécanique.

### Électronique
Diverses aides à la conduite électroniques telles qu’un système anti-blocage des roues de course et un antipatinage sont installés dans la M8 GTE. Le cockpit comprend un volant multifonction avec 16 boutons et sept commutateurs rotatifs, ainsi qu’un écran couleur. Pour mémoire, les rétroviseurs extérieurs sont épaulés par un système de caméra de recul.

## Utilisation en course
La première course programmée était aux 24 Heures de Daytona 2018, où les M8 GTE étaient inférieures à la concurrence et les véhicules n’ont terminé que septième et neuvième. BMW a blâmé ce qu’ils considéraient comme une mauvaise note d’équilibre des performances pour les mauvaises performances. Pour la course IMSA suivante à Sebring, la BMW M8 GTE a reçu une note d’équilibre des performances encore meilleure et elle a été classée deuxième.
En IMSA, la M8 GTE sera alignée par l’équipe RLL soutenue par l’usine, les opérations WEC - et donc aussi Le Mans - seront menées par l’équipe MTEK également soutenue par l’usine d’Ernest Knoors. L’équipe Schnitzer, qui a remporté le dernier succès pour BMW au Mans, s’est vu confier des entrées au VLN pour la M6 GT3 jusqu’en 2017. En 2019, BMW a retiré son équipe d’usine du WEC, mais elle a continuée à conduire dans l’IMSA américaine au lieu du championnat du monde des voitures de sport. Là, l’une des deux M8 GTE de 2020 engagées a pris la première place à Daytona,.

## Galerie

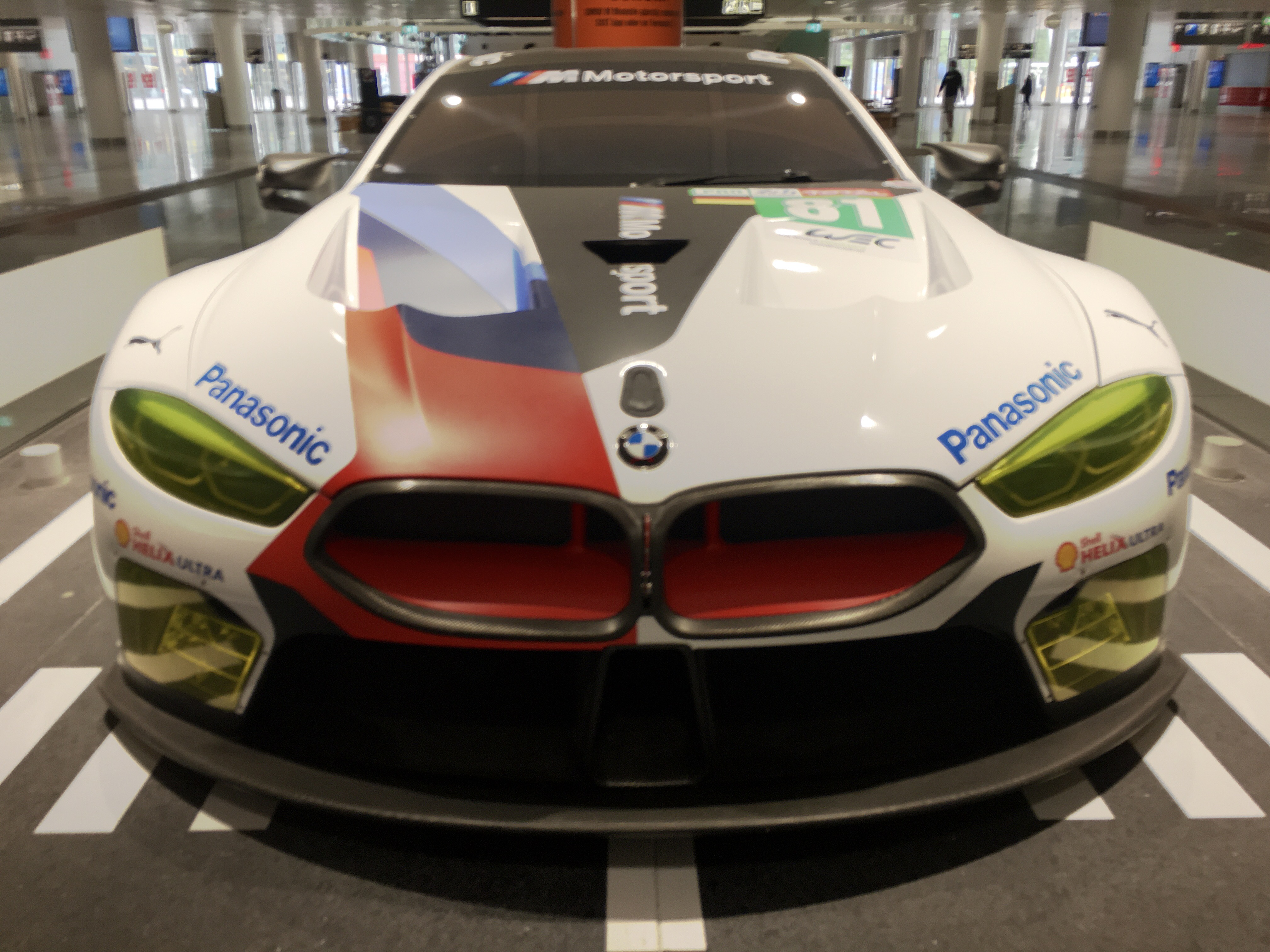
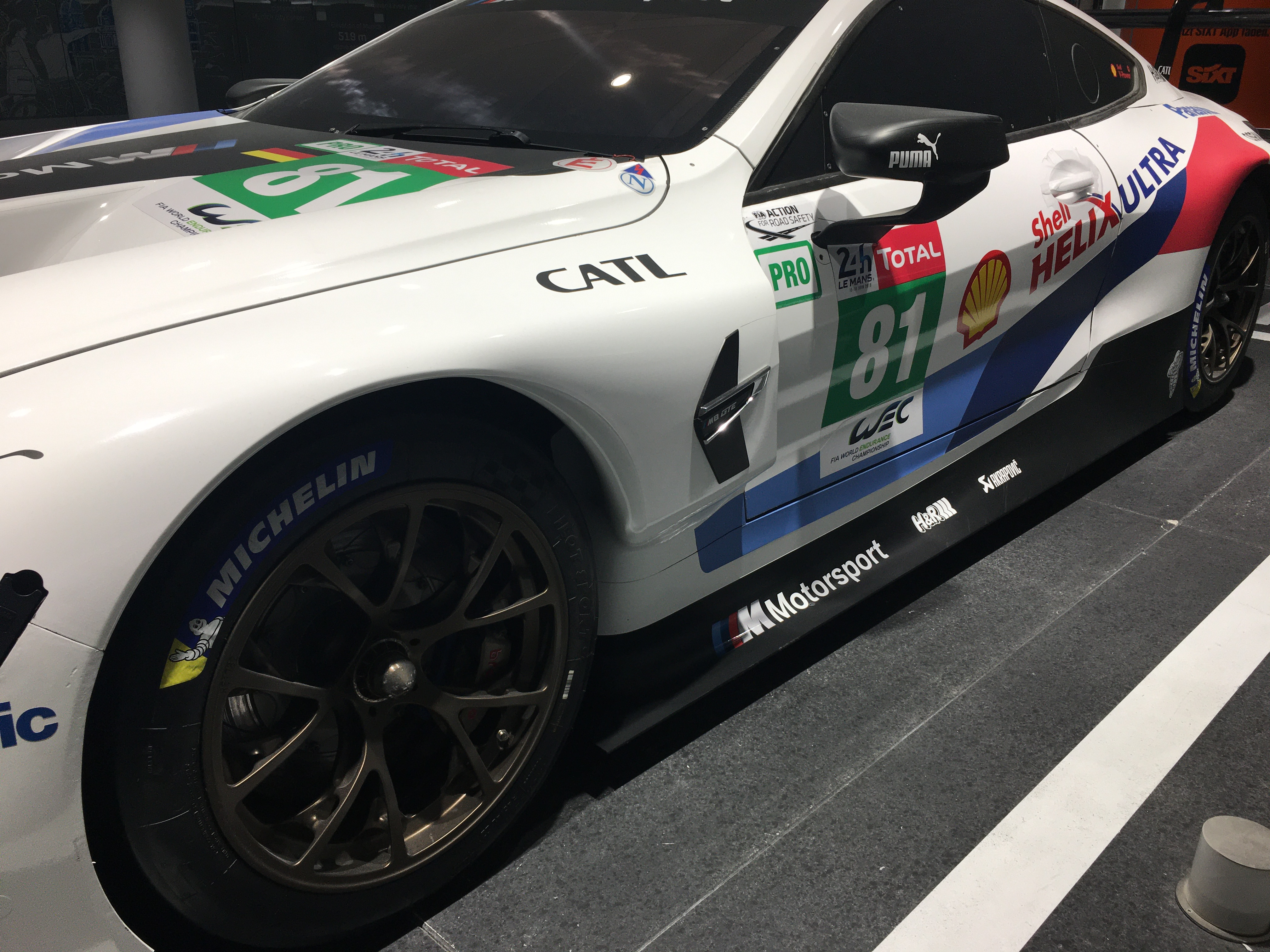
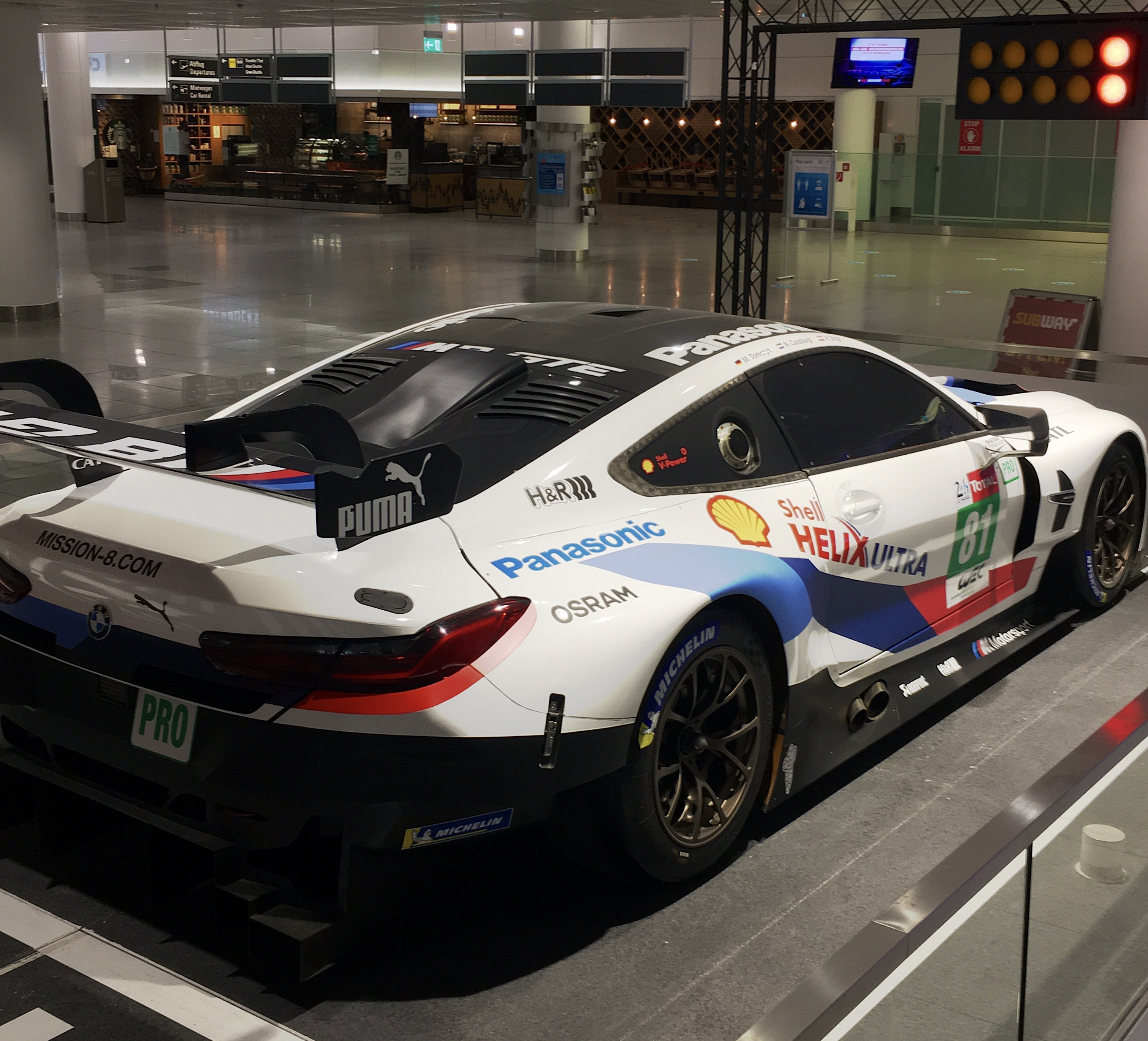
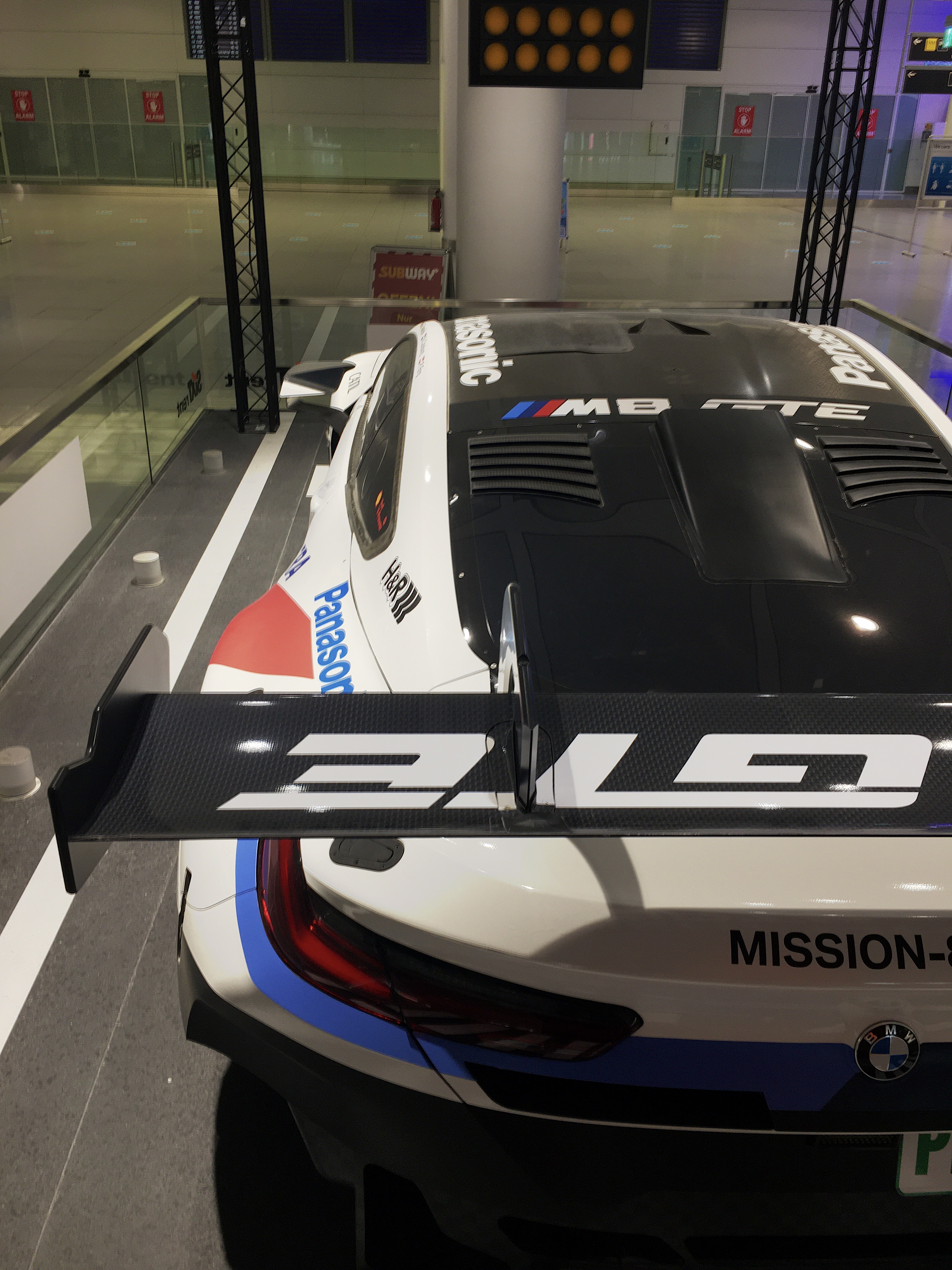
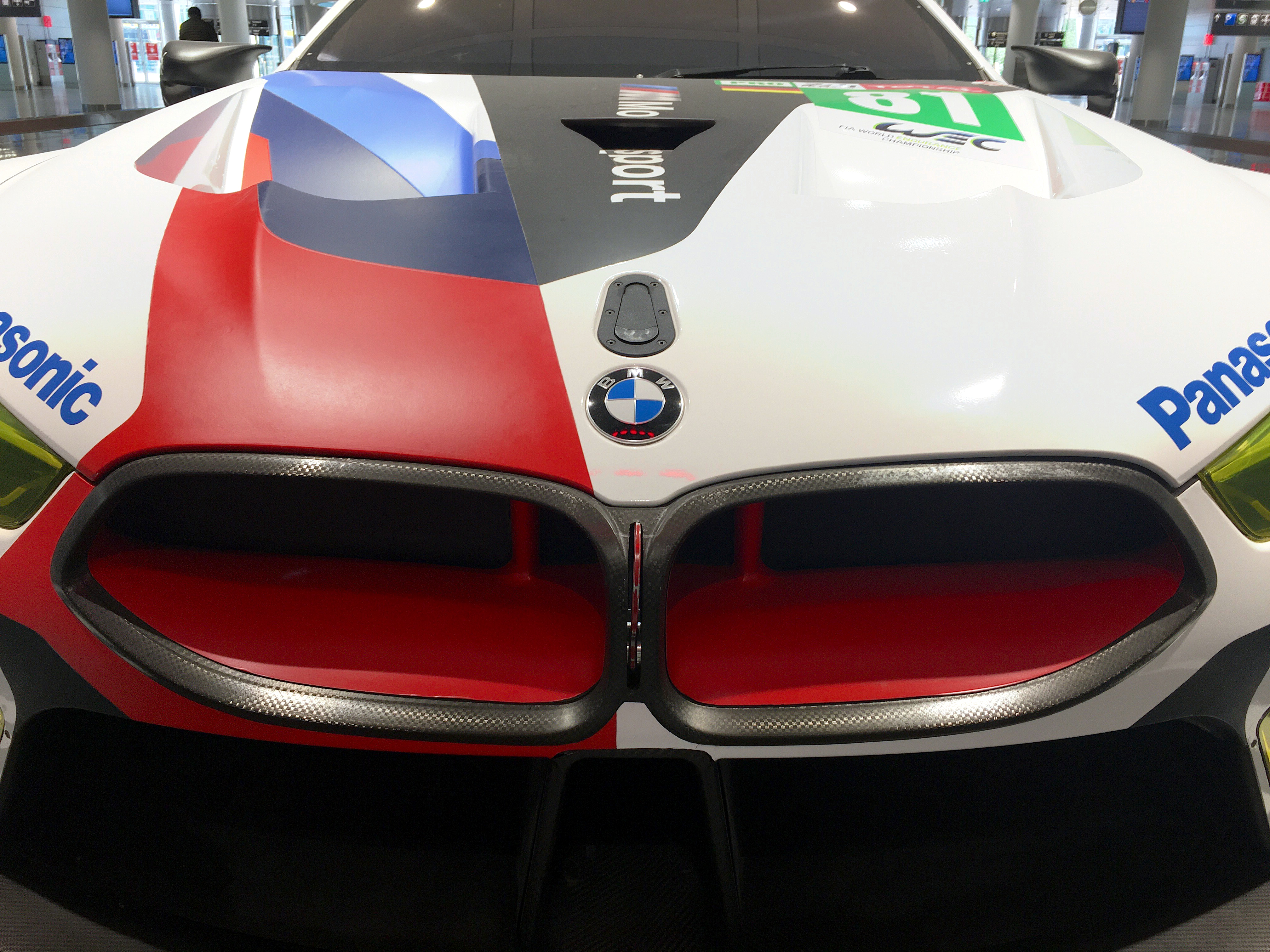
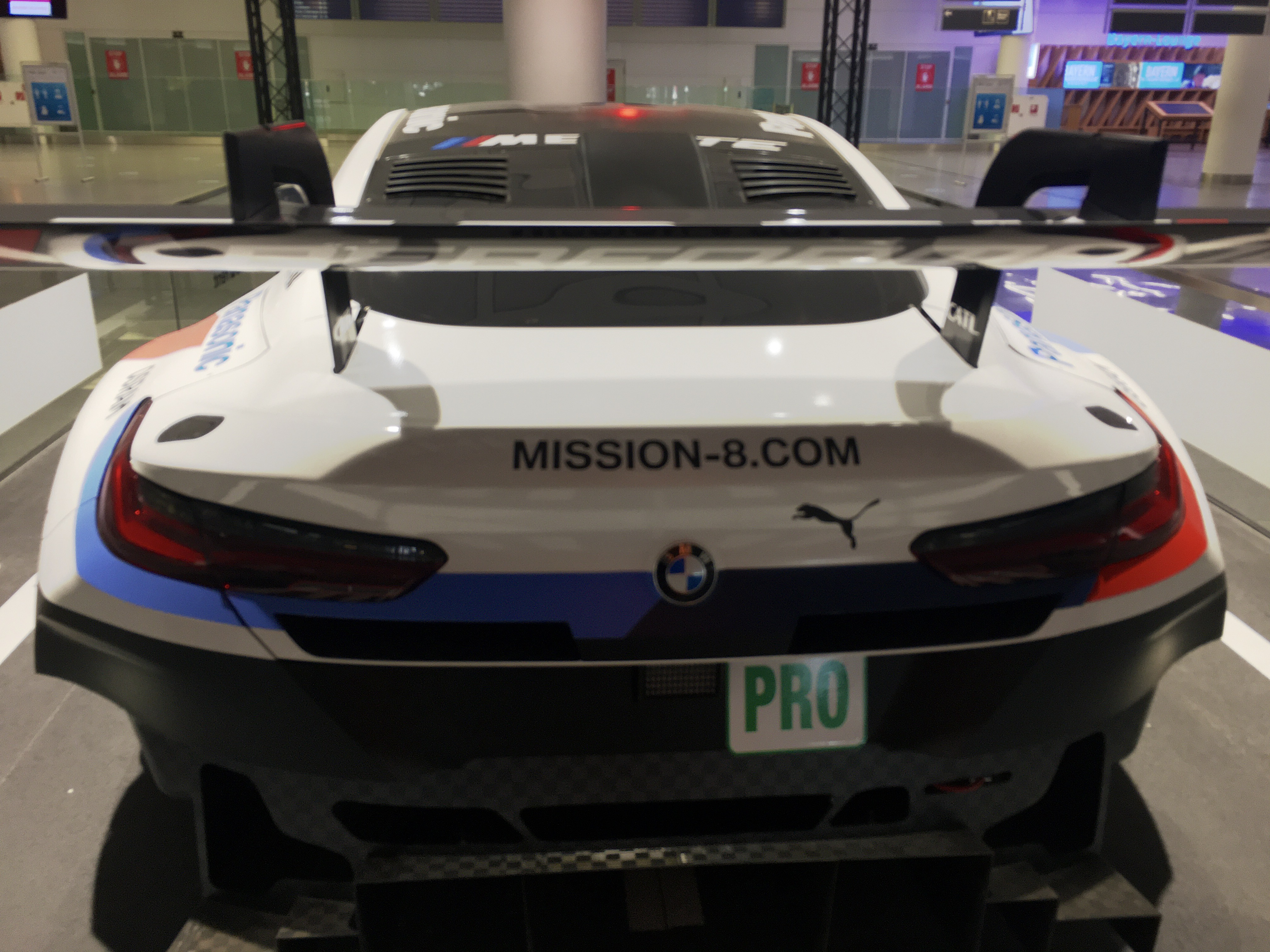